# Unholy (Brainstorm)
Unholy è il secondo album in studio del gruppo musicale tedesco Brainstorm, pubblicato nel 1998.

## Tracce
Testi e musiche dei Brainstorm, eccetto dove indicato.

1. MCMXCVIII - 2:28
2. Holy War - 3:53
3. Here Comes the Pain - 3:50
4. Voices - 6:29
5. The Healer - 4:13
6. Don't Stop Believing - 6:50
7. Heart of Hate - 5:30
8. Rebellion - 5:46
9. For the Love of Money - 5:29
10. Love Is a Lie - 6:44
11. Into the Fire - 4:11
12. Dog Days Coming Down - 5:22
13. Wooly Bully (bonus track) (Domingo Samudio) (Sam the Sham and the Pharaohs cover)

## Formazione
Gruppo
- Marcus Jürgens - voce
- Torsten Ihlenfeld - chitarra
- Milan Loncaric - chitarra
- Andreas Mailänder - basso
- Dieter Bernert - batteria

Altri musicisti
- Michael Rodenberg - tastiera
- Uwe Hörmann - chitarra
- Harald Sprengler - cori